# Rohm and Haas

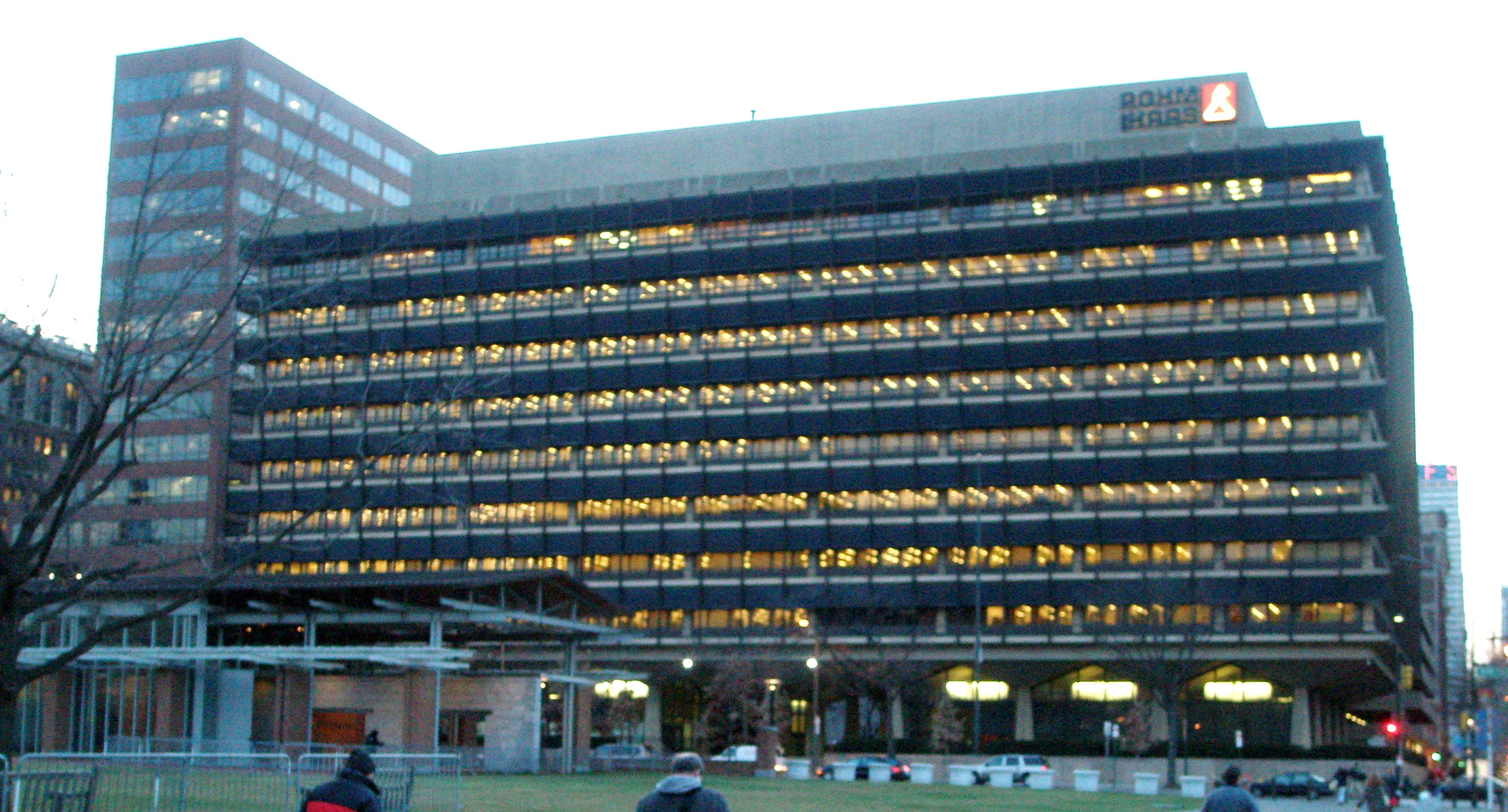
Huvudkontoret i Philadelphia.

Rohm and Haas Company, eller kortare Rohm & Haas, är ett amerikanskt kemiföretag, ursprungligen grundat 1907 i Tyskland av Otto Röhm (1876–1939) och Otto Haas (1872–1960). Företaget, som sedan 2009 ägs av Dow Chemical och har omkring 15 000 anställda (2016), tillverkar akrylplast, akrylmedier och akrylfärger, liksom produkter för bland annat läderbearbetning, jordbruk, vattenavhärdning och elektronik.

## Historia
När Röhm & Haas grundades i Tyskland 1907 av Otto Röhm och Otto Haas, var dess främsta produkt Oropon, använt vid garvning av skinn. Den var framgångsrik, men det var framsteg inom området akrylhartser som senare fick verksamheten att växa sig riktigt stor.
Företaget expanderade 1909 till USA, där Otto Haas ledde verksamheten.
År 1915 tog Otto Röhm det första patentet på en akrylharts som bindemedel i målarfärg, det vill säga för akrylfärg, även kallat akrylatfärg.
Under första världskriget skedde en formell delning av företaget, då amerikanska myndigheter krävde att det tysk-amerikanska företagets verksamhet i USA åtminstone till hälften skulle ha utomstående ägare. Det löstes genom att en grupp inom läderindustrin gick ihop och köpte Otto Röhms halva 1917. Otto Haas fortsatte leda den amerikanska företaget som nu hette Rohm and Haas Company. De båda nya företagen fortsatte dock ha ett nära samarbete. Haas ordnade så småningom med att köpa upp aktierna för Röhms tidigare halva och genom en fond se till att Röhm också fick del av det amerikanska företagets vinster.
År 1936 kom den av Röhm & Haas utvecklade produkten Plexiglas ut på marknaden. Den är gjord på polymetylmetakrylat (PMMA), och i dagligt tal har "akrylplast" kommit att stå för just PMMA.
Rohm and Haas kom 1953 med det första rena vattenspädbara akrylfärgsbindemedlet, Rhoplex AC-33, även kallat Primal AC-33. Det lär främst ha varit framtaget för byggindustrin, men 1956 kom två företag ut med vattenspädbara konstnärsfärger baserade på detta, Permanent Pigments (Liquitex) i USA och Politec i Mexiko. Rohm and Haas har fortsatt att vara en betydande leverantör av akrylmedier till färgtillverkare, för såväl husfärger som konstnärsfärger.
När Haas-familjen 1971 sålde sin andel av det tyska Röhm & Haas, bytte det företaget namn till Röhm GmbH (vilket inte ska förväxlas med verktygstillverkaren Röhm GmbH, grundad av Heinrich Röhm 1909). Idag är det en del av Evonik Industries.
Rohm and Haas köptes 2009 av Dow Chemical.